# Jes Høgh
Pour les articles homonymes, voir Hogh.
Jes Høgh est un footballeur danois né le 7 mai 1966 à Aalborg. Il jouait en défense centrale, qui a joué pour les clubs d'Aalborg Chang et Brøndby IF du Danemark, Fenerbahçe SK de Turquie et le club anglais de Chelsea.
Il a joué 57 rencontres et a marqué 1 but pour l'équipe nationale de football du Danemark, et Høgh a représenté le Danemark à la coupe du monde 1998, ainsi qu'à l'euro 1996 et l'euro 2000.
Il faisait partie de l'équipe du Danemark qui a gagné la Coupe des confédérations 1995.

## Biographie
Né à Aalborg, Høgh a commencé sa carrière à Aalborg Chang. En 1987, il s'est déplacé au club de AaB en 1re division de Danemark.
Chez AaB il a formé un duo d'attaque de zone centrale avec Peter Rasmussen, et la saison 1990 a été plutôt réussie car Høgh a marqué 7 buts en 26 matchs.
Il a souffert d'une blessure au genou vers la fin de 1990, mais Høgh est parvenu à faire son début pour l'équipe nationale danoise quand il a participé aux poules en avril 1991 contre la Bulgarie.

## Palmarès
- 57 sélections et 1 but avec l'équipe du Danemark entre 1991 et 2000.
- Vainqueur de la Coupe des Confédérations avec le Danemark
- Vainqueur de la FA Cup avec Chelsea en 2000.
- Vainqueur du Championnat de Turquie 1995-1996
- Vainqueur du Championnat de Danemark en 1994-1995
- Vainqueur de la Coupe du Danemark en 1994